# Jacksonoides
Jacksonoides là một chi nhện trong họ Salticidae.